# Monostor (Fehér megye)
Monostor románul: Mănăstire, falu Romániában, Erdélyben, Fehér megyében

## Fekvése
Nagylupsa közelében fekvő település.

## Története
Monostor korábban Nagylupsa része volt, 1956 körül vált külön 17 lakossal.
1966-ban 10, 1977-ben 102 román lakosa volt. 1992-ben 85 lakosából 84 román, 1 cigány volt. 2002-ben pedig 94 román lakosa volt.